# Noyant-d'Allier
 Noyant-d'Allier  es una población y comuna francesa, situada en la región de Auvernia, departamento de Allier, en el distrito de Moulins y cantón de Souvigny.

## Demografía
| 1947 | 1733 | 1337 | 1091 | 921 | 820 |
| Para los censos de 1962 a 1999 la población legal corresponde a la población sin duplicidades (Fuente: INSEE [Consultar]) |      |      |      |     |     |